# Raptor (film)
Raptor  è un film horror fantascientifico statunitense del 2001 diretto da Jim Wynorski.

## Trama
Jim Tanner, sceriffo di una piccola cittadina statunitense, è alle prese con una serie di strani omicidi con mutilazioni. Tra i morti vi è anche il fidanzato di Lola, sua figlia. Con l'aiuto di Barbara  scopre che le mutilazioni sono dovute ad alcuni dinosauri, tra cui raptor e tirannosauri, che hanno invaso il territorio intorno alla città dopo essere stati riportati in vita da uno scienziato pazzo, il dottor Hyde, che aveva lavorato per il progetto governativo "Jurassic Storm".

## Produzione
Il film fu prodotto da New Concorde, società del prolifico regista di B movie Roger Corman, diretto da Jim Wynorski (accreditato come Jay Andrews) e girato nel Vasquez Rocks Natural Area Park in California. Wynorski è accreditato anche come sceneggiatore e interpreta in un cameo un uomo nella stazione dello sceriffo. Eric Roberts interpreta lo sceriffo Jim Tanner, Corbin Bernsen interpreta il dottor Hyde.

## Distribuzione
Il film fu distribuito negli Stati Uniti nel 2001 dalla New Concorde e dalla New Concorde Home Entertainment per l'home video.
Alcune delle uscite internazionali sono state:
- negli Stati Uniti il 6 novembre 2001 (Raptor)
- in Paesi Bassi il 6 agosto 2002
- in Francia (Raptor)
- in Grecia (To xypnima tou tromou)

## Promozione
La tagline è: "Fear will never be extinct" ("La paura non sarà mai estinta.").

## Critica
Secondo MyMovies (Fantafilm) il film è caratterizzato dalla "spregiudicatezza di Roger Corman nel riciclare all'infinito sceneggiature, filmati e locazioni di pellicole da lui prodotte in precedenza" (in riferimento al fatto che nel film sono incorporate diverse sequenze prelevate da Carnosaur - La distruzione e Carnosaur 2) e nel forzare anche un buon regista come Wynorsky a produrre pellicole con budget estremamente limitati. Le uniche note positive proverrebbero dalle "grazie delle protagoniste, Melissa Brasselle e Lorissa McComas".